# Октябрьский сельсовет (Пензенская область)
Октябрьский сельсовет — сельское поселение в Неверкинском районе Пензенской области Российской Федерации.
Административный центр — село Октябрьское.

## История
Статус и границы сельского поселения установлены Законом Пензенской области от 2 ноября 2004 года № 690-ЗПО «О границах муниципальных образований Пензенской области».

## Население
| 2010  | 2012  | 2013  | 2014  | 2015  | 2016  | 2017  |
| ----- | ----- | ----- | ----- | ----- | ----- | ----- |
| 1706  | ↘1642 | ↘1605 | ↘1563 | ↘1530 | ↘1504 | ↘1494 |
| 2018  | 2021  |       |       |       |       |       |
| ↘1465 | ↘1408 |       |       |       |       |       |

## Состав сельского поселения
| № | Населённый пункт | Тип населённого пункта       | Население |
| - | ---------------- | ---------------------------- | --------- |
| 1 | Октябрьское      | село, административный центр | ↘1465     |